# Freestyle-Skiing-Weltcup 2023/24
Der Freestyle-Skiing-Weltcup 2023/24 war eine von der FIS organisierte Wettkampfserie, die am 19. Oktober 2023 in Chur begann und am 24. März 2024 in Idre Fjäll endete. Ausgetragen wurden Wettbewerbe in den Disziplinen Aerials, Moguls, Dual Moguls, Skicross, Halfpipe, Slopestyle und Big Air.
Ein Großereignis fand in dieser Saison nicht statt.

## Aerials

### Männer

#### Weltcupwertung
| Rang | Name               | Punkte |
| ---- | ------------------ | ------ |
| 01   | Qi Guangpu         | 440    |
| 02   | Pirmin Werner      | 300    |
| 03   | Christopher Lillis | 298    |
| 04   | Wang Xindi         | 285    |
| 05   | Zhang Yifan        | 276    |
| 06   | Alexandre Duchaine | 226    |
| 07   | Connor Curran      | 217    |
| 08   | Li Tianma          | 191    |
| 09   | Lewis Irving       | 188    |
| 10   | Noé Roth           | 179    |

#### Wettbewerbe
| Datum      | Ort          | 1. Platz                                                  | 2. Platz                                                  | 3. Platz                                                  |
| ---------- | ------------ | --------------------------------------------------------- | --------------------------------------------------------- | --------------------------------------------------------- |
| 03.12.2023 | Ruka         | Qi Guangpu                                                | Pirmin Werner                                             | Dmytro Kotowskyj                                          |
| 16.12.2023 | Changchun    | Pirmin Werner                                             | Christopher Lillis                                        | Li Tianma                                                 |
| 27.01.2024 | Le Relais    | Abgesagt. Ersatzwettbewerb am 10.02.2024 in Lac-Beauport. | Abgesagt. Ersatzwettbewerb am 10.02.2024 in Lac-Beauport. | Abgesagt. Ersatzwettbewerb am 10.02.2024 in Lac-Beauport. |
| 02.02.2024 | Deer Valley  | Alexandre Duchaine                                        | Connor Curran                                             | Qi Guangpu                                                |
| 10.02.2024 | Lac-Beauport | Qi Guangpu                                                | Wang Xindi                                                | Emile Nadeau                                              |
| 11.02.2024 | Lac-Beauport | Zhang Yifan                                               | Wang Xindi                                                | Noé Roth                                                  |
| 10.03.2024 | Almaty       | Qi Guangpu                                                | Wang Guochen                                              | Christopher Lillis                                        |

### Frauen

#### Weltcupwertung
| Rang | Name            | Punkte |
| ---- | --------------- | ------ |
| 01   | Danielle Scott  | 420    |
| 02   | Winter Vinecki  | 378    |
| 03   | Marion Thénault | 311    |
| 04   | Chen Meiting    | 278    |
| 05   | Kaila Kuhn      | 227    |
| 06   | Karenna Elliott | 226    |
| 07   | Emma Weiß       | 198    |
| 08   | Tasia Tanner    | 192    |
| 09   | Abbey Willcox   | 172    |
| 10   | Kong Fanyu      | 156    |

#### Wettbewerbe
| Datum      | Ort          | 1. Platz                                                  | 2. Platz                                                  | 3. Platz                                                  |
| ---------- | ------------ | --------------------------------------------------------- | --------------------------------------------------------- | --------------------------------------------------------- |
| 03.12.2023 | Ruka         | Marion Thénault                                           | Danielle Scott                                            | Schanbota Aldabergenowa                                   |
| 16.12.2023 | Changchun    | Winter Vinecki                                            | Kong Fanyu                                                | Laura Peel                                                |
| 27.01.2024 | Le Relais    | Abgesagt. Ersatzwettbewerb am 10.02.2024 in Lac-Beauport. | Abgesagt. Ersatzwettbewerb am 10.02.2024 in Lac-Beauport. | Abgesagt. Ersatzwettbewerb am 10.02.2024 in Lac-Beauport. |
| 02.02.2024 | Deer Valley  | Winter Vinecki                                            | Danielle Scott                                            | Abbey Willcox                                             |
| 10.02.2024 | Lac-Beauport | Karenna Elliott                                           | Danielle Scott                                            | Marion Thénault                                           |
| 11.02.2024 | Lac-Beauport | Winter Vinecki                                            | Chen Meiting                                              | Danielle Scott                                            |
| 10.03.2024 | Almaty       | Marion Thénault                                           | Danielle Scott                                            | Kong Fanyu                                                |

### Mixed-Team
| Datum      | Ort       | 1. Platz                                                              | 2. Platz                                                | 3. Platz                                               |
| ---------- | --------- | --------------------------------------------------------------------- | ------------------------------------------------------- | ------------------------------------------------------ |
| 17.12.2023 | Changchun | Vereinigte Staaten IWinter Vinecki Christopher Lillis Quinn Dehlinger | Volksrepublik China IIChen Meiting Wang Xindi Li Tianma | Volksrepublik China IKong Fanyu Zhang Yifan Qi Guangpu |
| 28.01.2024 | Le Relais | Abgesagt. Kein Ersatzwettbewerb.                                      | Abgesagt. Kein Ersatzwettbewerb.                        | Abgesagt. Kein Ersatzwettbewerb.                       |

## Moguls

### Männer

#### Weltcupwertungen
| Rang | Name             | Punkte |
| ---- | ---------------- | ------ |
| 01   | Mikaël Kingsbury | 1300   |
| 02   | Ikuma Horishima  | 0982   |
| 03   | Filip Gravenfors | 0705   |
| 04   | Walter Wallberg  | 0568   |
| 05   | Nick Page        | 0541   |
| 06   | Rasmus Stegfeldt | 0512   |
| 07   | Benjamin Cavet   | 0478   |
| 08   | Pawel Kolmakow   | 0419   |
| 09   | Julien Viel      | 0408   |
| 10   | Cooper Woods     | 0404   |

| Rang | Name                | Punkte |
| ---- | ------------------- | ------ |
| 01   | Ikuma Horishima     | 610    |
| 02   | Mikaël Kingsbury    | 600    |
| 03   | Filip Gravenfors    | 361    |
| 04   | Walter Wallberg     | 343    |
| 05   | Elliot Vaillancourt | 236    |
| 06   | Nick Page           | 233    |
| 07   | Cooper Woods        | 221    |
| 08   | Julien Viel         | 186    |
| 09   | Cole McDonald       | 183    |
| 10   | Benjamin Cavet      | 182    |

| Rang | Name             | Punkte |
| ---- | ---------------- | ------ |
| 01   | Mikaël Kingsbury | 700    |
| 02   | Ikuma Horishima  | 372    |
| 03   | Rasmus Stegfeldt | 361    |
| 04   | Filip Gravenfors | 344    |
| 05   | Nick Page        | 308    |
| 06   | Benjamin Cavet   | 296    |
| 07   | Pawel Kolmakow   | 250    |
| 08   | Walter Wallberg  | 225    |
| 09   | Julien Viel      | 222    |
| 10   | Takuya Shimakawa | 209    |

#### Moguls
| Datum      | Ort                  | Disziplin   | 1. Platz         | 2. Platz            | 3. Platz         |
| ---------- | -------------------- | ----------- | ---------------- | ------------------- | ---------------- |
| 02.12.2023 | Ruka                 | Moguls      | Ikuma Horishima  | Walter Wallberg     | Mikaël Kingsbury |
| 08.12.2023 | Idre                 | Moguls      | Mikaël Kingsbury | Nick Page           | Filip Gravenfors |
| 09.12.2023 | Idre                 | Dual Moguls | Mikaël Kingsbury | Rasmus Stegfeldt    | Ikuma Horishima  |
| 15.12.2023 | Alpe d’Huez          | Moguls      | Mikaël Kingsbury | Elliot Vaillancourt | Ikuma Horishima  |
| 16.12.2023 | Alpe d’Huez          | Dual Moguls | Walter Wallberg  | Rasmus Stegfeldt    | Mikaël Kingsbury |
| 22.12.2023 | Bakuriani            | Moguls      | Ikuma Horishima  | Filip Gravenfors    | Mikaël Kingsbury |
| 23.12.2023 | Bakuriani            | Dual Moguls | Mikaël Kingsbury | Ikuma Horishima     | Nick Page        |
| 19.01.2024 | Val Saint-Côme       | Moguls      | Walter Wallberg  | Elliot Vaillancourt | Filip Gravenfors |
| 20.01.2024 | Val Saint-Côme       | Dual Moguls | Mikaël Kingsbury | Filip Gravenfors    | Matt Graham      |
| 26.01.2024 | Waterville Valley    | Moguls      | Ikuma Horishima  | Cooper Woods        | Mikaël Kingsbury |
| 27.01.2024 | Waterville Valley    | Dual Moguls | Mikaël Kingsbury | Ikuma Horishima     | Walter Wallberg  |
| 01.02.2024 | Deer Valley          | Moguls      | Mikaël Kingsbury | Ikuma Horishima     | Filip Gravenfors |
| 03.02.2024 | Deer Valley          | Dual Moguls | Ikuma Horishima  | Benjamin Cavet      | Dylan Marcellini |
| 08.03.2024 | Almaty               | Moguls      | Mikaël Kingsbury | Ikuma Horishima     | Matt Graham      |
| 09.03.2024 | Almaty               | Dual Moguls | Mikaël Kingsbury | Pawel Kolmakow      | Landon Wendler   |
| 16.03.2024 | Chiesa in Valmalenco | Dual Moguls | Mikaël Kingsbury | Takuya Shimakawa    | Nick Page        |

### Frauen

#### Weltcupwertungen
| Rang | Name               | Punkte |
| ---- | ------------------ | ------ |
| 01   | Jakara Anthony     | 1480   |
| 02   | Jaelin Kauf        | 1064   |
| 03   | Olivia Giaccio     | 0882   |
| 04   | Hannah Soar        | 0717   |
| 05   | Alli Macuga        | 0615   |
| 06   | Hinako Tomitaka    | 0586   |
| 07   | Tess Johnson       | 0538   |
| 08   | Rino Yanagimoto    | 0531   |
| 09   | Maia Schwinghammer | 0470   |
| 10   | Elizabeth Lemley   | 0425   |

| Rang | Name                | Punkte |
| ---- | ------------------- | ------ |
| 01   | Jakara Anthony      | 720    |
| 02   | Jaelin Kauf         | 500    |
| 03   | Olivia Giaccio      | 427    |
| 04   | Hannah Soar         | 406    |
| 05   | Hinako Tomitaka     | 325    |
| 06   | Alli Macuga         | 313    |
| 07   | Rino Yanagimoto     | 301    |
| 08   | Tess Johnson        | 248    |
| 09   | Elizabeth Lemley    | 239    |
| 10   | Anastassija Gorodko | 204    |

| Rang | Name               | Punkte |
| ---- | ------------------ | ------ |
| 01   | Jakara Anthony     | 760    |
| 02   | Jaelin Kauf        | 564    |
| 03   | Olivia Giaccio     | 455    |
| 04   | Hannah Soar        | 311    |
| 05   | Maia Schwinghammer | 304    |
| 06   | Alli Macuga        | 302    |
| 07   | Tess Johnson       | 290    |
| 08   | Hinako Tomitaka    | 261    |
| 09   | Rino Yanagimoto    | 230    |
| 10   | Elizabeth Lemley   | 186    |

#### Moguls
| Datum      | Ort                  | Disziplin   | 1. Platz       | 2. Platz           | 3. Platz         |
| ---------- | -------------------- | ----------- | -------------- | ------------------ | ---------------- |
| 02.12.2023 | Ruka                 | Moguls      | Jakara Anthony | Elizabeth Lemley   | Olivia Giaccio   |
| 08.12.2023 | Idre                 | Moguls      | Jakara Anthony | Rino Yanagimoto    | Olivia Giaccio   |
| 09.12.2023 | Idre                 | Dual Moguls | Jaelin Kauf    | Rino Yanagimoto    | Jakara Anthony   |
| 15.12.2023 | Alpe d’Huez          | Moguls      | Jakara Anthony | Jaelin Kauf        | Olivia Giaccio   |
| 16.12.2023 | Alpe d’Huez          | Dual Moguls | Jakara Anthony | Olivia Giaccio     | Alli Macuga      |
| 22.12.2023 | Bakuriani            | Moguls      | Jakara Anthony | Rino Yanagimoto    | Hannah Soar      |
| 23.12.2023 | Bakuriani            | Dual Moguls | Jakara Anthony | Maia Schwinghammer | Jaelin Kauf      |
| 19.01.2024 | Val Saint-Côme       | Moguls      | Jakara Anthony | Jaelin Kauf        | Hinako Tomitaka  |
| 20.01.2024 | Val Saint-Côme       | Dual Moguls | Jakara Anthony | Jaelin Kauf        | Olivia Giaccio   |
| 26.01.2024 | Waterville Valley    | Moguls      | Jakara Anthony | Jaelin Kauf        | Hannah Soar      |
| 27.01.2024 | Waterville Valley    | Dual Moguls | Jakara Anthony | Jaelin Kauf        | Olivia Giaccio   |
| 01.02.2024 | Deer Valley          | Moguls      | Olivia Giaccio | Jaelin Kauf        | Hinako Tomitaka  |
| 03.02.2024 | Deer Valley          | Dual Moguls | Jakara Anthony | Jaelin Kauf        | Olivia Giaccio   |
| 08.03.2024 | Almaty               | Moguls      | Jakara Anthony | Alli Macuga        | Hannah Soar      |
| 09.03.2024 | Almaty               | Dual Moguls | Jakara Anthony | Jaelin Kauf        | Olivia Giaccio   |
| 16.03.2024 | Chiesa in Valmalenco | Dual Moguls | Jakara Anthony | Jaelin Kauf        | Elizabeth Lemley |

## Skicross

### Männer

#### Weltcupwertung
| Rang | Name                      | Punkte |
| ---- | ------------------------- | ------ |
| 01   | David Mobärg              | 780    |
| 02   | Reece Howden              | 721    |
| 03   | Alex Fiva                 | 698    |
| 04   | Florian Wilmsmann         | 642    |
| 05   | Erik Mobärg               | 612    |
| 06   | Youri Duplessis Kergomard | 605    |
| 07   | Simone Deromedis          | 555    |
| 08   | Jared Schmidt             | 516    |
| 09   | Terence Tchiknavorian     | 514    |
| 10   | Tristan Takats            | 390    |

#### Wettbewerbe
| Datum      | Ort            | 1. Platz                                                      | 2. Platz                                                      | 3. Platz                                                      |
| ---------- | -------------- | ------------------------------------------------------------- | ------------------------------------------------------------- | ------------------------------------------------------------- |
| 07.12.2023 | Val Thorens    | Tristan Takats                                                | Tyler Wallasch                                                | Romain Détraz                                                 |
| 08.12.2023 | Val Thorens    | Jared Schmidt                                                 | David Mobärg                                                  | Johannes Rohrweck                                             |
| 12.12.2023 | Arosa          | Jared Schmidt                                                 | Reece Howden                                                  | Erik Mobärg                                                   |
| 21.12.2023 | Innichen       | Jared Schmidt                                                 | Nicolas Raffort                                               | Youri Duplessis Kergomard                                     |
| 22.12.2023 | Innichen       | Terence Tchiknavorian                                         | Tim Hronek                                                    | Florian Wilmsmann                                             |
| 20.01.2024 | Nakiska        | Reece Howden                                                  | Terence Tchiknavorian                                         | Alex Fiva                                                     |
| 21.01.2024 | Nakiska        | Jonas Lenherr                                                 | Florian Wilmsmann                                             | Youri Duplessis Kergomard                                     |
| 28.01.2024 | St. Moritz     | Simone Deromedis                                              | Alex Fiva                                                     | Youri Duplessis Kergomard                                     |
| 02.02.2024 | Alleghe        | Erik Mobärg                                                   | Alex Fiva                                                     | Niklas Bachsleitner                                           |
| 03.02.2024 | Alleghe        | Reece Howden                                                  | Florian Wilmsmann                                             | Johannes Aujesky                                              |
| 10.02.2024 | Bakuriani      | David Mobärg                                                  | Florian Wilmsmann                                             | Alex Fiva                                                     |
| 11.02.2024 | Bakuriani      | Simone Deromedis                                              | David Mobärg                                                  | Tobias Baur                                                   |
| 24.02.2024 | Reiteralm      | Erik Mobärg                                                   | Jonas Lenherr                                                 | Melvin Tchiknavorian                                          |
| 25.02.2024 | Reiteralm      | Youri Duplessis Kergomard                                     | Simone Deromedis                                              | Terence Tchiknavorian                                         |
| 02.03.2024 | Oberwiesenthal | Aufgrund zu hoher Temeperaturen abgesagt. Keine Ersatzrennen. | Aufgrund zu hoher Temeperaturen abgesagt. Keine Ersatzrennen. | Aufgrund zu hoher Temeperaturen abgesagt. Keine Ersatzrennen. |
| 03.03.2024 | Oberwiesenthal | Aufgrund zu hoher Temeperaturen abgesagt. Keine Ersatzrennen. | Aufgrund zu hoher Temeperaturen abgesagt. Keine Ersatzrennen. | Aufgrund zu hoher Temeperaturen abgesagt. Keine Ersatzrennen. |
| 16.03.2024 | Veysonnaz      | David Mobärg                                                  | Alex Fiva                                                     | Florian Wilmsmann                                             |
| 23.03.2024 | Idre Fjäll     | David Mobärg                                                  | Simone Deromedis                                              | Reece Howden                                                  |
| 24.03.2024 | Idre Fjäll     | David Mobärg                                                  | Reece Howden                                                  | Erik Mobärg                                                   |

### Frauen

#### Weltcupwertung
| Rang | Name                     | Punkte |
| ---- | ------------------------ | ------ |
| 01   | Marielle Thompson        | 1077   |
| 02   | Marielle Berger Sabbatel | 990    |
| 03   | Brittany Phelan          | 934    |
| 04   | Hannah Schmidt           | 663    |
| 05   | Talina Gantenbein        | 635    |
| 06   | India Sherret            | 605    |
| 07   | Saskja Lack              | 604    |
| 08   | Sixtine Cousin           | 534    |
| 09   | Fanny Smith              | 493    |
| 10   | Johanna Holzmann         | 462    |

#### Wettbewerbe
| Datum      | Ort            | 1. Platz                                                      | 2. Platz                                                       | 3. Platz                                                      |
| ---------- | -------------- | ------------------------------------------------------------- | -------------------------------------------------------------- | ------------------------------------------------------------- |
| 07.12.2023 | Val Thorens    | Sandra Näslund                                                | Marielle Berger Sabbatel                                       | Fanny Smith                                                   |
| 08.12.2023 | Val Thorens    | Daniela Maier                                                 | Brittany Phelan                                                | Marielle Berger Sabbatel                                      |
| 12.12.2023 | Arosa          | Hannah Schmidt                                                | Marielle Berger Sabbatel Marielle Thompson Christina Födermayr |                                                               |
| 21.12.2023 | Innichen       | Sandra Näslund                                                | Fanny Smith                                                    | Hannah Schmidt                                                |
| 22.12.2023 | Innichen       | Sixtine Cousin                                                | Marielle Berger Sabbatel                                       | Sandra Näslund                                                |
| 20.01.2024 | Nakiska        | Hannah Schmidt                                                | Marielle Thompson                                              | Fanny Smith                                                   |
| 21.01.2024 | Nakiska        | Hannah Schmidt                                                | Marielle Berger Sabbatel                                       | Brittany Phelan                                               |
| 28.01.2024 | St. Moritz     | Marielle Thompson                                             | Fanny Smith                                                    | Hannah Schmidt                                                |
| 02.02.2024 | Alleghe        | India Sherret                                                 | Saskja Lack                                                    | Talina Gantenbein                                             |
| 03.02.2024 | Alleghe        | Marielle Thompson                                             | Brittany Phelan                                                | Marielle Berger Sabbatel                                      |
| 10.02.2024 | Bakuriani      | Marielle Thompson                                             | Brittany Phelan                                                | Marielle Berger Sabbatel                                      |
| 11.02.2024 | Bakuriani      | Marielle Thompson                                             | Marielle Berger Sabbatel                                       | Talina Gantenbein                                             |
| 24.02.2024 | Reiteralm      | Aufgrund schlechter Pistenbedingungen abgesagt.               | Aufgrund schlechter Pistenbedingungen abgesagt.                | Aufgrund schlechter Pistenbedingungen abgesagt.               |
| 25.02.2024 | Reiteralm      | Brittany Phelan                                               | Marielle Berger Sabbatel                                       | Talina Gantenbein Margaux Dumont                              |
| 02.03.2024 | Oberwiesenthal | Aufgrund zu hoher Temeperaturen abgesagt. Keine Ersatzrennen. | Aufgrund zu hoher Temeperaturen abgesagt. Keine Ersatzrennen.  | Aufgrund zu hoher Temeperaturen abgesagt. Keine Ersatzrennen. |
| 03.03.2024 | Oberwiesenthal | Aufgrund zu hoher Temeperaturen abgesagt. Keine Ersatzrennen. | Aufgrund zu hoher Temeperaturen abgesagt. Keine Ersatzrennen.  | Aufgrund zu hoher Temeperaturen abgesagt. Keine Ersatzrennen. |
| 16.03.2024 | Veysonnaz      | Marielle Thompson                                             | Brittany Phelan                                                | India Sherret                                                 |
| 23.03.2024 | Idre Fjäll     | Brittany Phelan                                               | India Sherret                                                  | Saskja Lack                                                   |
| 24.03.2024 | Idre Fjäll     | Marielle Thompson                                             | Marielle Berger Sabbatel                                       | Brittany Phelan                                               |

## Park und Pipe

### Männer

#### Weltcupwertungen
| Rang | Name           | Punkte |
| ---- | -------------- | ------ |
| 01   | Alex Ferreira  | 500    |
| 02   | Alexander Hall | 460    |
| 03   | Mac Forehand   | 455    |
| 04   | Andri Ragettli | 380    |
| 05   | Birk Ruud      | 332    |
| 06   | Hunter Hess    | 287    |
| 07   | Jon Sallinen   | 245    |
| 08   | Miro Tabanelli | 226    |
| 09   | Luke Harrold   | 207    |
| 10   | Lee Seung-hoon | 199    |

| Rang | Name                 | Punkte |
| ---- | -------------------- | ------ |
| 01   | Alex Ferreira        | 400    |
| 02   | Hunter Hess          | 265    |
| 03   | Jon Sallinen         | 230    |
| 04   | Lee Seung-hoon       | 177    |
| 05   | Nick Goepper         | 155    |
| 06   | Brendan MacKay       | 145    |
| 07   | Birk Irving          | 145    |
| 08   | Luke Harrold         | 136    |
| 09   | Dylan Ladd           | 136    |
| 10   | Finley Melville Ives | 134    |

| Rang | Name               | Punkte |
| ---- | ------------------ | ------ |
| 01   | Mac Forehand       | 310    |
| 02   | Alexander Hall     | 260    |
| 03   | Andri Ragettli     | 255    |
| 04   | Birk Ruud          | 194    |
| 05   | Konnor Ralph       | 154    |
| 06   | Luca Harrington    | 144    |
| 07   | Max Moffatt        | 142    |
| 08   | Tormod Frostad     | 139    |
| 09   | Evan McEachran     | 136    |
| 10   | Sebastian Schjerve | 129    |

| Rang | Name            | Punkte |
| ---- | --------------- | ------ |
| 01   | Alexander Hall  | 236    |
| 02   | Andri Ragettli  | 196    |
| 03   | Miro Tabanelli  | 162    |
| 04   | Birk Ruud       | 160    |
| 05   | Mac Forehand    | 136    |
| 06   | Matěj Švancer   | 135    |
| 07   | Leo Landrø      | 120    |
| 08   | Elias Syrjä     | 117    |
| 09   | Dylan Deschamps | 113    |
| 10   | Kim Gubser      | 099    |

#### Halfpipe
| Datum      | Ort              | 1. Platz      | 2. Platz       | 3. Platz       |
| ---------- | ---------------- | ------------- | -------------- | -------------- |
| 09.12.2023 | Secret Garden    | Alex Ferreira | Luke Harrold   | Hunter Hess    |
| 15.12.2023 | Copper Mountain  | Alex Ferreira | Hunter Hess    | Birk Irving    |
| 02.02.2024 | Mammoth Mountain | Alex Ferreira | Hunter Hess    | Nick Goepper   |
| 15.02.2024 | Calgary          | Alex Ferreira | Brendan MacKay | Jon Sallinen   |
| 17.02.2024 | Calgary          | Alex Ferreira | Jon Sallinen   | Lee Seung-hoon |

#### Slopestyle
| Datum      | Ort              | 1. Platz                         | 2. Platz                         | 3. Platz                         |
| ---------- | ---------------- | -------------------------------- | -------------------------------- | -------------------------------- |
| 23.11.2023 | Stubai           | Evan McEachran                   | Mac Forehand                     | Alexander Hall                   |
| 13.01.2024 | Font-Romeu       | Abgesagt. Kein Ersatzwettbewerb. | Abgesagt. Kein Ersatzwettbewerb. | Abgesagt. Kein Ersatzwettbewerb. |
| 21.01.2024 | Laax             | Birk Ruud                        | Mac Forehand                     | Max Moffatt                      |
| 03.02.2024 | Mammoth Mountain | Alexander Hall                   | Colby Stevenson                  | Andri Ragettli                   |
| 16.03.2024 | Tignes           | Mac Forehand                     | Tormod Frostad                   | Konnor Ralph                     |
| 23.03.2024 | Silvaplana       | Andri Ragettli                   | Lukas Müllauer                   | Luca Harrington                  |

#### Big Air
| Datum      | Ort              | 1. Platz        | 2. Platz           | 3. Platz       |
| ---------- | ---------------- | --------------- | ------------------ | -------------- |
| 19.10.2023 | Chur             | Dylan Deschamps | Daniel Bacher      | Birk Ruud      |
| 02.12.2023 | Peking           | Alexander Hall  | Édouard Therriault | Andri Ragettli |
| 16.12.2023 | Mammoth Mountain | Mac Forehand    | Miro Tabanelli     | Birk Ruud      |
| 15.03.2024 | Tignes           | Alexander Hall  | Leo Landrø         | Andri Ragettli |

### Frauen

#### Weltcupwertungen
| Rang | Name             | Punkte |
| ---- | ---------------- | ------ |
| 01   | Mathilde Gremaud | 600    |
| 02   | Eileen Gu        | 560    |
| 03   | Tess Ledeux      | 496    |
| 04   | Amy Fraser       | 335    |
| 05   | Flora Tabanelli  | 270    |
| 06   | Zoe Atkin        | 260    |
| 07   | Jay Riccomini    | 251    |
| 08   | Sarah Höfflin    | 251    |
| 09   | Liu Mengting     | 244    |
| 10   | Anni Karava      | 241    |

| Rang | Name             | Punkte |
| ---- | ---------------- | ------ |
| 01   | Eileen Gu        | 400    |
| 02   | Amy Fraser       | 290    |
| 03   | Zoe Atkin        | 260    |
| 04   | Riley Jacobs     | 185    |
| 05   | Shea Irving      | 182    |
| 06   | Hanna Faulhaber  | 160    |
| 07   | Kathryn Gray     | 120    |
| 08   | Dillan Glennie   | 119    |
| 09   | Kim Dae-un       | 119    |
| 10   | Sabrina Cakmakli | 117    |

| Rang | Name              | Punkte |
| ---- | ----------------- | ------ |
| 01   | Mathilde Gremaud  | 380    |
| 02   | Tess Ledeux       | 316    |
| 03   | Jay Riccomini     | 209    |
| 04   | Ruby Star Andrews | 186    |
| 05   | Sarah Höfflin     | 165    |
| 06   | Anni Karava       | 149    |
| 07   | Olivia Asselin    | 130    |
| 08   | Kokone Kondo      | 129    |
| 09   | Liu Mengting      | 128    |
| 10   | Rell Harwood      | 128    |

| Rang | Name             | Punkte |
| ---- | ---------------- | ------ |
| 01   | Mathilde Gremaud | 380    |
| 02   | Tess Ledeux      | 248    |
| 03   | Flora Tabanelli  | 189    |
| 04   | Sandra Eie       | 160    |
| 05   | Kirsty Muir      | 140    |
| 06   | Giulia Tanno     | 131    |
| 07   | Liu Mengting     | 116    |
| 08   | Anni Karava      | 116    |
| 09   | Rell Harwood     | 090    |
| 10   | Sarah Höfflin    | 086    |

#### Halfpipe
| Datum      | Ort              | 1. Platz   | 2. Platz        | 3. Platz    |
| ---------- | ---------------- | ---------- | --------------- | ----------- |
| 08.12.2023 | Secret Garden    | Eileen Gu  | Hanna Faulhaber | Amy Fraser  |
| 15.12.2023 | Copper Mountain  | Eileen Gu  | Hanna Faulhaber | Zoe Atkin   |
| 02.02.2024 | Mammoth Mountain | Amy Fraser | Eileen Gu       | Zoe Atkin   |
| 15.02.2024 | Calgary          | Eileen Gu  | Amy Fraser      | Zoe Atkin   |
| 17.02.2024 | Calgary          | Eileen Gu  | Zoe Atkin       | Svea Irving |

#### Slopestyle
| Datum      | Ort              | 1. Platz                         | 2. Platz                         | 3. Platz                         |
| ---------- | ---------------- | -------------------------------- | -------------------------------- | -------------------------------- |
| 23.11.2023 | Stubai           | Mathilde Gremaud                 | Tess Ledeux                      | Ruby Star Andrews                |
| 13.01.2024 | Font-Romeu       | Abgesagt. Kein Ersatzwettbewerb. | Abgesagt. Kein Ersatzwettbewerb. | Abgesagt. Kein Ersatzwettbewerb. |
| 21.01.2024 | Laax             | Mathilde Gremaud                 | Eileen Gu                        | Jay Riccomini                    |
| 03.02.2024 | Mammoth Mountain | Mathilde Gremaud                 | Eleanor Andrews                  | Jay Riccomini                    |
| 16.03.2024 | Tignes           | Tess Ledeux                      | Mathilde Gremaud                 | Olivia Asselin                   |
| 23.03.2024 | Silvaplana       | Tess Ledeux                      | Mathilde Gremaud                 | Jay Riccomini                    |

#### Big Air
| Datum      | Ort             | 1. Platz         | 2. Platz         | 3. Platz        |
| ---------- | --------------- | ---------------- | ---------------- | --------------- |
| 19.10.2023 | Chur            | Mathilde Gremaud | Tess Ledeux      | Sarah Höfflin   |
| 02.12.2023 | Peking          | Mathilde Gremaud | Kirsty Muir      | Flora Tabanelli |
| 16.12.2023 | Copper Mountain | Tess Ledeux      | Mathilde Gremaud | Kirsty Muir     |
| 15.03.2024 | Tignes          | Mathilde Gremaud | Liu Mengting     | Flora Tabanelli |